# Persephonaster exquisitus
Persephonaster exquisitus är en sjöstjärneart som beskrevs av Jacques Jangoux och Khwaja Muhammad Sultanul Aziz 1988. Persephonaster exquisitus ingår i släktet Persephonaster och familjen kamsjöstjärnor. Inga underarter finns listade i Catalogue of Life.